# Paludella
Paludella là một chi rêu trong họ Meesiaceae.